# Boston Society of Film Critics Awards 1980
La 1ª edizione dei Boston Society of Film Critics Awards si è svolta il 22 marzo 1981, per onorare l'eccellenza nell'industra del cinema per l'anno 1980.

## Premi

### Miglior film
- Toro scatenato (Raging Bull), regia di Martin Scorsese

### Miglior attore
- Robert De Niro - Toro scatenato (Raging Bull)

### Migliore attrice
- Gena Rowlands - Una notte d'estate (Gloria)

### Miglior attore non protagonista
- Jason Robards - Una volta ho incontrato un miliardario (Melvin and Howard)

### Migliore attrice non protagonista
- Mary Steenburgen - Una volta ho incontrato un miliardario (Melvin and Howard)

### Miglior regista
- Roman Polański - Tess

### Migliore sceneggiatura
- Bo Goldman - Una volta ho incontrato un miliardario (Melvin and Howard)

### Miglior fotografia
- Michael Chapman - Toro scatenato (Raging Bull)

### Miglior documentario
- Charleen or How Long Has This Been Going On?, regia di Ross McElwee

### Miglior film in lingua straniera
- L'ultimo metrò (Le dernier métro), regia di François Truffaut  ·   Francia

### Miglior film indipendente britannico
- Return of the Secaucus Seven, regia di John Sayles

### Miglior film americano
- Una volta ho incontrato un miliardario (Melvin and Howard), regia di Jonathan Demme

### Menzione speciale
- Edward Mark - per l'eccezionale servizio alla comunità cinematografica di Boston